# بواج (فشارود)
بواج (بالفارسية: بواج) هي مستوطنة تقع في إيران في قسم فشارود الريفي. يقدر عدد سكانها بـ 55 نسمة .